# Forma cykliczna
Forma cykliczna – forma muzyczna oparta na następstwie dwu lub więcej części, które często spełniają kryteria zamkniętych całości, jednak powiązane w cykl wprowadzają nadrzędne wartości, przede wszystkim zróżnicowanie wyrazowe poszczególnych fragmentów i stopniowanie napięcia całego utworu. 
Części mogą się różnić wieloma elementami: tempem, dynamiką, melodyką, harmonią, fakturą, instrumentacją, zaś powstałe w ten sposób zróżnicowanie wyrazowe staje się wartością nadrzędną wynikającą z relacji pomiędzy kolejnymi ogniwami cyklu. 
Aby utrzymać spoistość cyklu, kompozytorzy stosują różne zabiegi, opierające się na przykład na zastosowaniu zbliżonych motywów bądź na likwidacji przerw pomiędzy częściami, ew. zastąpieniu ich łącznikami.
Do najczęściej w historii muzyki komponowanych form cyklicznych należą wywodzące się z okresu baroku sonata, koncert i suita oraz  z okresu klasycyzmu sonata i symfonia. Cykliczną strukturę mają również wielkie dzieła wokalne: msza, oratorium, kantata, opera, cykl pieśni, w tym jednak przypadku o spoistości cyklu nie zawsze przesądzają elementy muzyczne, gdyż nadrzędną rolę w tych formach odgrywa warstwa słowna (liturgiczna, dramatyczna, poetycka).